# 陸上特殊無線技士
陸上特殊無線技士（りくじょうとくしゅむせんぎし）は、無線従事者の一種で電波法第40条第1項第4号ハに政令で定めるものと規定している。
英語表記は"On-The-Ground Special Radio Operator"。

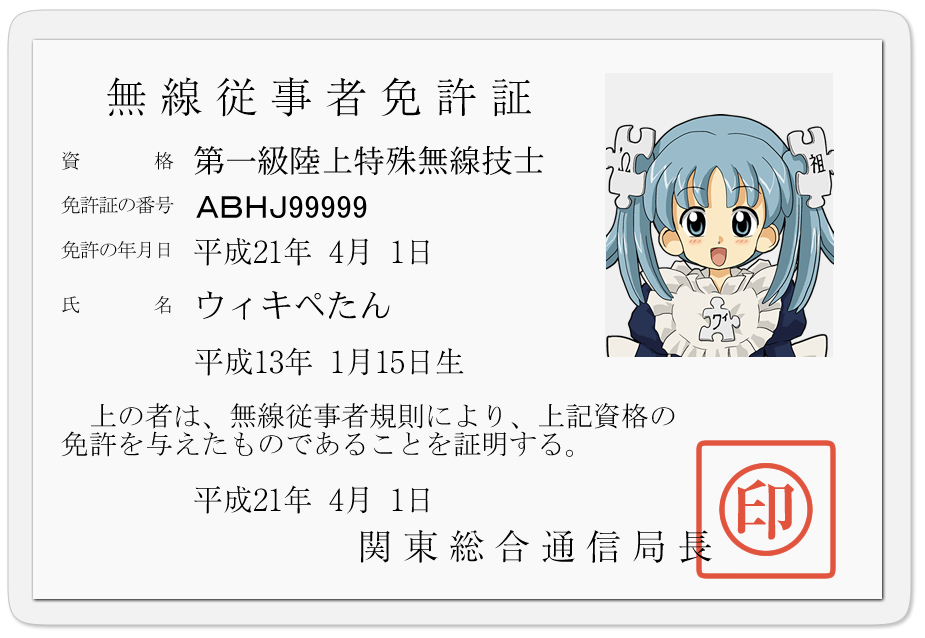
無線従事者免許証
（第一級陸上特殊無線技士）
平成22年3月まで発給

## 概要
政令電波法施行令第2条第3項第1号から第4号により、第一級陸上特殊無線技士（一陸特）、第二級陸上特殊無線技士（二陸特）、陸上特殊無線技士第三級（三陸特）、国内電信級陸上特殊無線技士（国内電信）の4種が定められている。（　）内は通称で陸特と総称される。
従前の（無線従事者操作範囲令（昭和33年政令306号）第2条に規定されていた）特殊無線技士（多重無線設備）は第一級（一陸特）に、特殊無線技士（国際無線電話）・（無線電話甲）・（無線電話乙）は第二級（二陸特）に、特殊無線技士（国内無線電信）は国内電信級（国内電信）に、それぞれみなされている（旧「無線従事者の操作の範囲等を定める政令」（平成元年政令325号）附則3号・電波法施行令附則3条1項）。
- あわせて、（国際無線電話）は第一級海上特殊無線技士、（無線電話甲）は第二級海上特殊無線技士の各資格にもみなされている。

なお、第三級（三陸特）は旧「無線従事者の操作の範囲等を定める政令」の第2条第3項第3号により新設された資格である（無線従事者操作範囲令の時代には、相当資格は存在していない）。
総合無線通信士または陸上無線技術士の下位資格である。

## 操作範囲
電波法施行令第3条による。
2019年（平成31年）1月30日 現在
| 種別     | |
| -------- | --- |
| 一陸特   | 1. 陸上の無線局の空中線電力500W以下の多重無線設備（多重通信を行うことができる無線設備でテレビジョンとして使用するものを含む。）で30MHz以上の周波数の電波を使用するものの 技術操作【点検員・判定員】 2. 前号に掲げる操作以外の操作で二陸特の操作の範囲に属する技術操作 |
| 二陸特   | 1. 次に掲げる無線設備の 外部の転換装置で電波の質に影響を及ぼさないものの技術操作 イ 受信障害対策中継放送局及び特定市区町村放送局の無線設備 ロ 陸上の無線局の空中線電力10W以下の無線設備（多重無線設備を除く。）で1606.5kHzから4000kHzの周波数の電波を使用するもの ハ 陸上の無線局のレーダーでロに掲げるもの以外のもの ニ 陸上の無線局で人工衛星局の中継により無線通信を行うものの空中線電力50W以下の 多重無線設備 2. 三陸特の操作の範囲に属する操作 |
| 三陸特   | 陸上の無線局の無線設備（レーダー及び人工衛星局の中継により無線通信を行う無線局の多重無線設備を除く。）で次に掲げるものの外部の転換装置で電波の質に影響を及ぼさないものの技術操作 1. 空中線電力50W以下の無線設備で25010kHzから960MHzまでの周波数の電波を使用するもの 2. 空中線電力100W以下の無線設備で1215MHz以上の周波数の電波を使用するもの |
| 国内電信 | 陸上に開設する無線局（海岸局、海岸地球局、航空局及び航空地球局を除く。）の無線電信の国内通信のための 通信操作 |

操作範囲について他種別の無線従事者との関係は次の通りである。
陸上の無線局とは、電波法施行令第3条第2項第8号に規定する無線局（海岸局、海岸地球局、船舶局、船舶地球局、航空局、航空地球局、航空機局、航空機地球局、無線航行局及び基幹放送局以外の無線局）をいう。
（なお、基幹放送局の無線設備の技術操作のうち「受信障害対策中継放送局（ギャップフィラー）及びコミュニティ放送局の無線設備の技術操作であって外部の転換装置で電波の質に影響を与えないもの」は、電波法施行令第3条1項の表により、一陸特・二陸特の資格により操作可能とされている）。
この「陸上の無線局」は「陸上局」（電波法施行規則4条1項8号）のほか、「陸上に開設する無線局」（電波法62条1項・63条・70条の2第2項等参照）とも異なる概念である（「陸上に開設する無線局」には基幹放送局のほか「海岸局、海岸地球局、航空局、航空地球局、無線航行局」も含まれるが、「陸上の無線局」にはこれらは含まれない。）。すなわち、「陸上局」・「陸上に開設する無線局」の無線局の無線設備であっても「陸上の無線局」の無線設備にあたらないものは、上記（ギャップフィラー・コミュニティ放送局）の例外を除いて陸上特殊無線技士の資格では操作はできず、操作しようとする無線設備が「陸上局」・「陸上に開設する無線局」の無線設備でなくても「陸上の無線局」であれば、各級のその他の操作範囲の要件を満たす限り陸上特殊無線技士の資格で操作することが可能である。
また、陸上特殊無線技士の資格では、アマチュア無線技士の範囲の操作は行えない。これは、各資格の操作範囲と深い関連があり、無線工学や法規の試験がアマチュア局の運用に必要とされる内容を充足しないためである（例えば、国内電信には無線工学の試験は無い。また、二陸特・三陸特の無線工学の試験は「無線設備の取扱方法」であり、第四級アマチュア無線技士の資格で要求される無線設備・空中線系等の「理論・構造・機能」の「初歩」のレベルに足りない。なお一陸特は、無線設備・空中線系等について「理論・構造・機能」が要求され、そのレベルも第一級アマチュア無線技士の試験に相当する「概要」であるが、試験範囲となる無線設備は、空中線系を除き「多重無線設備」に限定されている。）。
- 無線設備の操作は「技術操作」と「通信操作」に大別される（電波法施行令3条の表中、第一級総合無線通信士の項を参照）。
- 二陸特・三陸特の技術操作の範囲は、「外部の転換装置で電波の質に影響を及ぼさない[3]」ものに限られる。
- 一陸特の技術操作の範囲は、「陸上の無線局の500W以下の多重無線設備（多重無線設備であればテレビジョン信号も可）で30MHz以上の周波数を使用するもの」については制限がなく、それ以外の無線設備は、下位資格である二陸特（及び三陸特）の操作範囲と同一である。（多重無線設備であっても使用される周波数が30MHz未満のものは、人工衛星局の中継による場合は二陸特と同様の、それ以外については三陸特と同じ制限がかかる[4]）。現代では30MHz未満の周波数を大電力で扱う需要は少なく、デジタル方式による多重通信が一般化していることから、陸上に開設されている無線局を概ねカバーできるとされている免許といわれる。
- 陸上の無線局において行われる通信操作は、モールス符号による無線電信の送受信（電波法39条2項）を除き「簡易な操作」とされており（電波法39条１項・電波法施行規則33条・平成2年郵政省告示第240号）、その限りにおいて（総合無線通信士等の）陸上においても通信操作を行うことができる無線従事者の資格を有する者を充てることを要しない。そのため、第一級から第三級の操作範囲はすべて「技術操作」とされており、通信操作については言及されていない（陸上無線技術士の操作範囲においても同様である）。

電波法施行令第3条に規定される二陸特・三陸特の多重無線設備に係る操作範囲には、「多重通信を行うことができる無線設備でテレビジョンとして使用するものを含む」との文言がなく、また、一陸特の項の多重無線設備に係る操作範囲の規定においても（第三級総合無線通信士・第一級海上特殊無線技士の操作範囲の項には存在する「以下においてもこれと同じ扱いをする」ことを示す）「以下この表において同じ。」の表記もないことから、二陸特・三陸特の多重無線設備に係る操作範囲に「多重通信を行うことができる無線設備でテレビジョンとして使用するもの」が含まれるのか否かは不明瞭であり、必要に応じて総務省当局に照会し、その確認を得ることが望ましい。
#変遷に見るように、三陸特の制定当初は、多重無線設備について規定されていなかった。
また、一陸特・二陸特・三陸特は基本的に25.01MHz以上のVHFと呼ばれる超短波（物理的な区分30MHzとの違いは超短波#電波行政における超短波と短波の区分を参照）以上の無線設備を操作できるが、これらは地上波については見通し範囲内の通信にかかるものである。
- 三陸特は、地上波による通信に限定される。同報系防災行政無線の固定局、警察無線・消防無線・鉄道無線・タクシー無線などの陸上移動局や基地局、無人移動体画像伝送システムの制御用・画像伝送用や船舶・航空機に任意で持ち込む携帯局もしくはその相手方となる携帯基地局などの技術操作である。
- 二陸特は、三陸特に加え、地上波では中短波帯の、衛星波によるものはVSAT制御地球局（HUB局）などの、無線標定用（海上・航空無線航行用以外の）レーダーなどの技術操作ができる。
- 一陸特は、二陸特に加え、電気通信事業用や放送事業用の固定局・地球局や移動体通信事業者の基地局など、二陸特以下では空中線電力や調整部の関係により扱えない無線局の技術操作。
- 国内電信は、船舶無線または航空無線以外のモールス電信による国内通信の通信操作。

### 変遷
- 1990年（平成2年）
  - 一陸特・二陸特・三陸特・国内電信の操作範囲が規定された[5]。
    - 三陸特の操作範囲は、空中線電力50W以下で多重無線設備についても除かれていた。

  - 三陸特の操作範囲が変更され、1215MHz以上については空中線電力100W以下に拡大された[6]。
    - これにより一陸特・二陸特の操作範囲も変更の影響を受けた。
- 2001年（平成13年）- 三陸特の操作範囲に人工衛星局により中継する以外の多重無線設備が追加された[7]。
- 2019年（平成31年）- 一陸特と二陸特の操作範囲にギャップフィラー及びコミュニティ放送局の無線設備が追加された[2]。
  - 同時に、第二級・第三級総合無線通信士の操作範囲にも同じ内容が追加された。

## 取得
次のいずれかによる。
- #国家試験に合格すること。
- #養成課程（又は長期型養成課程）を修了すること。
- 無線通信に関する科目を#学校で履修し卒業すること（一陸特・二陸特・三陸特に限る。）
- 所定の#資格および業務経歴を有すること。（二陸特に限る。）

欠格事由の適用除外
電波法第42条第3号には「著しく心身に欠陥があつて無線従事者たるに適しない者」には無線従事者の免許を与えないことがあるという欠格事由がある。
引用の促音の表記は原文ママ
欠格事由の適用除外の条件として、障害があっても三陸特は視覚障害者が取得できる様になり、更に「障害を持っていても操作が可能な無線局が普及しつつある」 として障害があっても意志の疎通ができれば取得できることとなった。

### 国家試験
- 無線従事者免許試験に係る唯一の総務大臣指定試験機関となっている日本無線協会が6・10・2月の年3回実施する。これ以外にも学校等からの依頼による実施のほか、二陸特及び三陸特は2022年2月から全国でCBT方式による試験が随時行われており、同3月以降は、身体に障害がある等CBT方式の受験が困難な場合を除き、CBT方式でのみ実施されている。

試験の方法及び試験科目
無線従事者規則第3条に試験の方法として、電気通信術は実地、その他は筆記又はCBT方式によること、また、第5条に試験科目が規定されている。
一陸特
- 無線工学

1. 多重無線設備（空中線系を除く。）の理論、構造及び機能の概要
2. 空中線系等の理論、構造及び機能の概要
3. 多重無線設備及び空中線系等のための測定機器の理論、構造及び機能の概要
4. 多重無線設備及び空中線系並びに多重無線設備及び空中線系等のための測定機器の保守及び運用の概要

- 法規
  - 電波法及びこれに基づく命令の概要

二陸特
- 無線工学
  - 無線設備の操作の基礎（空中線系及び無線機器の機能の概念を含む。）
- 法規
  - 電波法及びこれに基づく命令の簡略な概要

三陸特
- 無線工学
  - 無線設備の取扱方法（空中線系及び無線機器の機能の概念を含む。）
- 法規
  - 電波法及びこれに基づく命令の簡略な概要

国内電信
- 法規
  - 電波法及びこれに基づく命令の簡略な概要
- 電気通信術
  - モールス電信 1分間75字の速度の和文による約3分間の手送り送信及び音響受信
    - 電気通信術#実施も参照

一部免除
- 科目合格は規定されておらず、一度の試験で全科目に合格しなければならない。
- 第二級総合無線通信士は、一陸特の法規が免除される。

定期試験の試験地および日程
- 日本無線協会の本支部所在地。但し所在地以外に試験場を設定することがあり、この場合は申請時に選択が可能。
- 平日が主であるが試験期によっては、土曜・日曜に実施することがある。

合格基準等
試験の合格基準等 から抜粋
| 種別                                                                          | 科目       | 問題数 | 問題形式   | 満点 | 合格点 | 時間     |
| ----------------------------------------------------------------------------- | ---------- | ------ | ---------- | ---- | ------ | -------- |
| 一陸特                                                                        | 無線工学   | 24     | 多肢選択式 | 120  | 75     | 180分注1 |
| 一陸特                                                                        | 法規       | 12     | 多肢選択式 | 60   | 40     | 180分注1 |
| 二陸特                                                                        | 無線工学   | 12     | 多肢選択式 | 60   | 40     | 60分     |
| 二陸特                                                                        | 法規       | 12     | 多肢選択式 | 60   | 40     | 60分     |
| 三陸特                                                                        | 無線工学   | 12     | 多肢選択式 | 60   | 40     | 60分     |
| 三陸特                                                                        | 法規       | 12     | 多肢選択式 | 60   | 40     | 60分     |
| 国内電信                                                                      | 法規       | 12     | 多肢選択式 | 60   | 40     | 30分     |
| 国内電信                                                                      | 電気通信術 | ー     | 実地       | 100  | 70注2  | ー       |
| 注1：法規の免除者は150分 注2：国内電信の電気通信術は電気通信術#合格基準を参照 |            |        |            |      |        |          |

盲人の三陸特の試験形式は、記述式による口述試験（口頭試問）である。

その他、身体に障害のある等の理由で受験に無理がある場合は、試験地を管轄する本支部に相談すること。
試験手数料
2020年（令和2年）4月1日 以降、一陸特6,300円、二陸特・三陸特5,600円、国内電信級5,500円
- 2022年1月試験から受験票がオンライン発行になったが、それまでは原則として郵送によるので、受験票送付用郵送料（第二種郵便物料金）を合算して納付していた。

| 年度         | 平成20年度 | 平成20年度 | 平成20年度 | 平成20年度 | 平成21年度 | 平成21年度 | 平成21年度 | 平成21年度 | 平成22年度 | 平成22年度 | 平成22年度 | 平成22年度 |
| ------------ | ---------- | ---------- | ---------- | ---------- | ---------- | ---------- | ---------- | ---------- | ---------- | ---------- | ---------- | ---------- |
| 種別         | 一陸特     | 二陸特     | 三陸特     | 国内電信   | 一陸特     | 二陸特     | 三陸特     | 国内電信   | 一陸特     | 二陸特     | 三陸特     | 国内電信   |
| 申請者数(人) | 11,701     | 4,934      | 1,128      | 215        | 14,064     | 4,997      | 1,305      | 202        | 13,941     | 6,472      | 1,217      | 148        |
| 受験者数(人) | 9,521      | 4,701      | 1,026      | 192        | 11,306     | 4,752      | 1,195      | 169        | 11,031     | 6,204      | 1,125      | 123        |
| 合格者数(人) | 2,383      | 3,298      | 837        | 39         | 3,332      | 3,685      | 982        | 47         | 3,442      | 4,568      | 970        | 29         |
| 合格率(％)   | 25.0       | 70.2       | 81.6       | 20.3       | 29.5       | 77.5       | 82.2       | 27.8       | 31.2       | 73.6       | 86.2       | 23.6       |
| 年度         | 平成23年度 | 平成23年度 | 平成23年度 | 平成23年度 | 平成24年度 | 平成24年度 | 平成24年度 | 平成24年度 | 平成25年度 | 平成25年度 | 平成25年度 | 平成25年度 |
| 種別         | 一陸特     | 二陸特     | 三陸特     | 国内電信   | 一陸特     | 二陸特     | 三陸特     | 国内電信   | 一陸特     | 二陸特     | 三陸特     | 国内電信   |
| 申請者数(人) | 12,990     | 7,149      | 1,134      | 139        | 12,625     | 6,206      | 1,240      | 141        | 12,583     | 6,472      | 1,211      | 137        |
| 受験者数(人) | 9,948      | 6,879      | 1,029      | 110        | 9,667      | 5,930      | 1,118      | 118        | 9,401      | 6,182      | 1,119      | 111        |
| 合格者数(人) | 2,996      | 5,126      | 841        | 27         | 2,910      | 4,337      | 956        | 26         | 2,894      | 4,604      | 934        | 26         |
| 合格率(％)   | 30.1       | 74.5       | 81.7       | 24.5       | 30.1       | 73.1       | 85.5       | 22.0       | 30.8       | 74.5       | 83.5       | 23.4       |
| 年度         | 平成26年度 | 平成26年度 | 平成26年度 | 平成26年度 | 平成27年度 | 平成27年度 | 平成27年度 | 平成27年度 | 平成28年度 | 平成28年度 | 平成28年度 | 平成28年度 |
| 種別         | 一陸特     | 二陸特     | 三陸特     | 国内電信   | 一陸特     | 二陸特     | 三陸特     | 国内電信   | 一陸特     | 二陸特     | 三陸特     | 国内電信   |
| 申請者数(人) | 11,670     | 5,640      | 1,188      | 161        | 10,768     | 6,212      | 1,473      | 202        | 9,301      | 6,331      | 1,461      | 230        |
| 受験者数(人) | 9,188      | 5,387      | 1,103      | 129        | 8,254      | 5,931      | 1,374      | 173        | 7,131      | 6,115      | 1,358      | 185        |
| 合格者数(人) | 2,786      | 4,128      | 942        | 29         | 2,691      | 4,619      | 1,197      | 30         | 2,102      | 4,525      | 1,214      | 52         |
| 合格率(％)   | 30.3       | 76.6       | 85.4       | 22.5       | 32.6       | 77.9       | 87.1       | 17.3       | 29.5       | 74.0       | 89.4       | 28.1       |
| 年度         | 平成29年度 | 平成29年度 | 平成29年度 | 平成29年度 | 平成30年度 | 平成30年度 | 平成30年度 | 平成30年度 | 令和元年度 | 令和元年度 | 令和元年度 | 令和元年度 |
| 種別         | 一陸特     | 二陸特     | 三陸特     | 国内電信   | 一陸特     | 二陸特     | 三陸特     | 国内電信   | 一陸特     | 二陸特     | 三陸特     | 国内電信   |
| 申請者数(人) | 9,070      | 6,644      | 1,536      | 193        | 9,824      | 6,404      | 1,434      | 153        | 9,561      | 6,268      | 1,438      | 101        |
| 受験者数(人) | 6,818      | 6,318      | 1,379      | 160        | 7,510      | 6,140      | 1,314      | 116        | 7,334      | 5,446      | 1,286      | 76         |
| 合格者数(人) | 2,157      | 4,688      | 1,233      | 31         | 2,802      | 4,488      | 1,179      | 22         | 2,536      | 4,027      | 1,145      | 13         |
| 合格率(％)   | 31.6       | 74.2       | 89.4       | 19.4       | 37.3       | 73.1       | 89.7       | 19.0       | 34.6       | 73.9       | 89.0       | 17.1       |
| 年度         | 令和2年度  | 令和2年度  | 令和2年度  | 令和2年度  | 令和3年度  | 令和3年度  | 令和3年度  | 令和3年度  | 令和4年度  | 令和4年度  | 令和4年度  | 令和4年度  |
| 種別         | 一陸特     | 二陸特     | 三陸特     | 国内電信   | 一陸特     | 二陸特     | 三陸特     | 国内電信   | 一陸特     | 二陸特     | 三陸特     | 国内電信   |
| 申請者数(人) | 6,462      | 4,621      | 1,524      | 46         | 9,659      | 6,683      | 2,330      | 65         | 8,531      | 5,935      | 2,047      | 55         |
| 受験者数(人) | 4,986      | 4,177      | 1,410      | 33         | 7,281      | 6,294      | 2,124      | 45         | 6,642      | 5,686      | 1,951      | 37         |
| 合格者数(人) | 2,122      | 3,528      | 1,211      | 6          | 2,763      | 5,241      | 1,871      | 6          | 2,510      | 4,824      | 1,732      | 9          |
| 合格率(％)   | 42.6       | 84.5       | 85.9       | 18.2       | 37.9       | 83.3       | 88.1       | 13.3       | 37.8       | 84.8       | 88.8       | 24.3       |
| 年度         | 令和5年度  | 令和5年度  | 令和5年度  | 令和5年度  |            |            |            |            |            |            |            |            |
| 種別         | 一陸特     | 二陸特     | 三陸特     | 国内電信   |            |            |            |            |            |            |            |            |
| 申請者数(人) | 7,373      | 5,792      | 2,034      | 67         |            |            |            |            |            |            |            |            |
| 受験者数(人) | 5,690      | 5,569      | 1,945      | 45         |            |            |            |            |            |            |            |            |
| 合格者数(人) | 1,992      | 4,683      | 1,648      | 9          |            |            |            |            |            |            |            |            |
| 合格率(％)   | 35.0       | 84.1       | 84.7       | 20.0       |            |            |            |            |            |            |            |            |

### 養成課程
養成課程は、総合通信局長（沖縄総合通信事務所長を含む。以下同じ。）の認定を受けた団体が実施する。
この団体は認定施設者という。
授業はeラーニングによることができる。
一陸特の受講には、工業高等学校は電気通信科卒業以上の学歴もしくは同等以上の学力の制限 がある。
高校卒業資格とし、具体的には次の通り。
- 上記の学校の卒業者または上記以上の学校の卒業者もしくは電気通信に関する課程の修了者
- 第二級・第三級総合無線通信士、第一級・第二級・第四級海上無線通信士又は航空無線通信士
- 過去5年以内に通算3年（上記の学歴のあるものは通算1年）以上、多重無線設備の保守の補助または搬送端局設備もしくは電力搬送端局設備の保守の経験者

これらに該当しなくとも、認定施設者が実施する選抜試験に合格すればよい。選抜試験の実施基準は次の通り。
| 試験項目 | 試験内容 | 試験問題    | 試験時間 | 合格点 | 備考                                                      |
| --- | --- | ----------- | -------- | ------ | --------------------------------------------------------- |
| 数学 | 1. 代数（二次方程式、複素数、不等式及び対数） 2. 三角関数（加法定理、2角の和及び差の正弦余弦の積、2倍角及び半角の公式並びに正弦余弦の乗積公式） 3. 微分積分の初歩（関数の極限、微分法、極大極小及び微分の基礎公式）                                           | 6問 各問5点 | 2時間    | 60点   | 高等学校又は中等教育学校の電気科又は電気通信科卒業程度 注 |
| 電気物理 | 1. 静電気（電界、クーロンの法則、静電誘導、コンデンサ及び静電容量） 2. 電流（オームの法則、ジュールの法則及び抵抗率） 3. 電流の磁気作用（右ねじの法則、ビオ・サバールの法則、電磁誘導、フレミング右手の法則及びインダクタンスの計算）                         | 4問 各問5点 | 2時間    | 60点   | 高等学校又は中等教育学校の電気科又は電気通信科卒業程度 注 |
| 電気回路の基礎 | 1. 直流回路（電流の接続、抵抗の接続及びキルヒホッフの法則） 2. 交流回路（基本交流回路、直並列回路、共振及び相互インダクタンス） | 6問 各問5点 | 2時間    | 60点   | 高等学校又は中等教育学校の電気科又は電気通信科卒業程度 注 |
| 電子回路の基礎 | 1. 増幅作用（原理、回路動作、等価回路並びに電圧、電力増幅） 2. 発振作用（原理及び発振器） 3. 変調作用（変調波の種類、振幅変調の原理及び周波数変調の原理） 4. 復調作用（原理（振幅変調波の復調及び周波数変調波の復調）） 5. 整流作用（原理、種類及び平滑回路） | 4問 各問5点 | 2時間    | 60点   | 高等学校又は中等教育学校の電気科又は電気通信科卒業程度 注 |
| 注 問題の形式は、多肢選択方式（択一式、補完式、正誤式、その他設問に対する正答を解答肢の中から選択する方式をいう。）とする。 | |             |          |        |                                                           |

- 日本無線協会は国内電信以外を一般公募または団体から受託し実施している。
  - 航空特殊無線技士（修了試験合格者を含む。）、第一級・第二級海上特殊無線技士、第一級・第二級・第四級海上無線通信士、航空無線通信士を対象とした二陸特短縮コースがある。
  - 受託では保有資格により授業時間を軽減することができる。
- 実施団体の条件から非営利性が削除されて以後、一陸特・二陸特・三陸特の養成課程に株式会社が参入し、この中にはeラーニング授業を行うものもある。
- 警察では無線電話のみではなくスピード違反取締りにレーダーを使用するため、警察学校で二陸特の養成課程が行われている。
  - 従前はレーダー〈受信のみ〉が特殊無線技士（無線電話乙）の操作範囲外であったため、特殊無線技士（レーダー）の養成課程も行われていた。
- 消防学校では、二陸特または三陸特の養成課程が行われるが、どちらを取得するか、全員か選抜者のみか消防本部の方針により異なる。
- 在勤・在学者を対象に実施する企業・学校もある。
- 直近の認定状況（実施状況ではない。）については養成課程一覧[16] を参照。

| 種別     | 無線工学   | 法規      | 電気通信術  |
| -------- | ---------- | --------- | ----------- |
| 一陸特   | 48時間以上 | 6時間以上 | －          |
| 二陸特   | 4時間以上  | 5時間以上 | －          |
| 三陸特   | 2時間以上  | 4時間以上 | －          |
| 国内電信 | －         | 5時間以上 | 200時間以上 |

総合通信局長が認めた方法による場合は変更できる。
- 日本無線協会の二陸特短縮コース（無線工学1時間、法規1時間）および受託での保有資格による授業時間の軽減は、この規定による。

修了試験の形式及び時間等
無線従事者規則に基づく総務省告示

による。
- 筆記試験は多肢選択式を原則としているが、マークシートによることは義務付けられておらず、CBTによることもできる。試験の一部を記述式とすることも妨げてはいない。また、三陸特は盲人に対する実施を考慮し、これら以外の方法もとれるとしている。
- eラーニング授業を行う団体はCBTによる試験を行う。

| 種別     | 科目       | 問題数         | 満点           | 合格点         | 時間           |
| -------- | ---------- | -------------- | -------------- | -------------- | -------------- |
| 一陸特   | 無線工学   | 20             | 100            | 60             | 90分           |
| 一陸特   | 法規       | 10             | 100            | 60             | 50分           |
| 二陸特   | 無線工学   | 10             | 100            | 60             | 45分           |
| 二陸特   | 法規       | 10             | 100            | 60             | 45分           |
| 三陸特   | 無線工学   | 10             | 100            | 60             | 45分           |
| 三陸特   | 法規       | 10             | 100            | 60             | 45分           |
| 国内電信 | 法規       | 10             | 100            | 60             | 45分           |
| 国内電信 | 電気通信術 | 国家試験と同等 | 国家試験と同等 | 国家試験と同等 | 国家試験と同等 |

受講料
一陸特の選抜試験を含め認定施設者ごとに異なり、平日と休日で異なる設定をしていることもある。補習や追試験・再試験についても同様で別途、料金を徴収することもある。

#### 長期型養成課程
1年以上の教育課程で無線通信に関する科目を開設している学校等が認定施設者となり行う。授業はeラーニングにより実施することができる。
- 学校、学科については長期型養成課程一覧[18] を参照。
  - 海上保安学校、海上保安大学校には、一部コースを除き二陸特の長期型養成課程が設定されている。

| 種別     | 無線機器   | 空中線系及び電波伝搬 | 無線測定  | 電波法令   | 電気通信術  |
| -------- | ---------- | -------------------- | --------- | ---------- | ----------- |
| 一陸特   | 70時間以上 | 24時間以上           | 9時間以上 | 12時間以上 | －          |
| 二陸特   | 8時間以上  | 2時間以上            | 1時間以上 | 10時間以上 | －          |
| 三陸特   | 3時間以上  | 2時間以上            | 1時間以上 | 8時間以上  | －          |
| 国内電信 | －         | －                   | －        | 10時間以上 | 240時間以上 |

総合通信局長が認めた方法による場合は変更できる。
| 年度                    | 平成20年度 | 平成20年度 | 平成20年度 | 平成20年度 | 平成21年度 | 平成21年度 | 平成21年度 | 平成21年度 | 平成22年度 | 平成22年度 | 平成22年度 | 平成22年度 |
| ----------------------- | ---------- | ---------- | ---------- | ---------- | ---------- | ---------- | ---------- | ---------- | ---------- | ---------- | ---------- | ---------- |
| 種別                    | 一陸特     | 二陸特     | 三陸特     | 国内電信   | 一陸特     | 二陸特     | 三陸特     | 国内電信   | 一陸特     | 二陸特     | 三陸特     | 国内電信   |
| 実施件数                | 33         | 289        | 333        | 1          | 37         | 289        | 574        | 2          | 30         | 325        | 608        | 1          |
| 受講者数(人)            | 941        | 15,848     | 12,890     | 30         | 1,091      | 15,022     | 19,746     | 35         | 796        | 15,160     | 22,903     | 27         |
| 修了者数(人)            | 913        | 15,755     | 12,863     | 30         | 1,060      | 14,914     | 19,668     | 35         | 784        | 15,063     | 22,562     | 27         |
| 修了率(％)              | 97.0       | 99.4       | 99.8       | 100.0      | 97.2       | 99.3       | 99.6       | 100.0      | 98.5       | 99.4       | 98.5       | 100.0      |
| 年度                    | 平成23年度 | 平成23年度 | 平成23年度 | 平成23年度 | 平成24年度 | 平成24年度 | 平成24年度 | 平成24年度 | 平成25年度 | 平成25年度 | 平成25年度 | 平成25年度 |
| 種別                    | 一陸特     | 二陸特     | 三陸特     | 国内電信   | 一陸特     | 二陸特     | 三陸特     | 国内電信   | 一陸特     | 二陸特     | 三陸特     | 国内電信   |
| 実施件数                | 42         | 334        | 568        | 1          | 59         | 329        | 569        | 0          | 77         | 307        | 489        | 1          |
| 受講者数(人)            | 963        | 15,482     | 21,123     | 13         | 1,309      | 14,844     | 20,857     | 0          | 1,602      | 14,221     | 18,727     | 3          |
| 修了者数(人)            | 935        | 15,451     | 21,096     | 13         | 1,271      | 14,801     | 20,837     | 0          | 1,584      | 14,134     | 18,706     | 3          |
| 修了率(％)              | 97.1       | 99.8       | 99.9       | 100.0      | 97.1       | 99.7       | 99.9       | －         | 98.9       | 99.4       | 99.9       | 100.0      |
| 年度                    | 平成26年度 | 平成26年度 | 平成26年度 | 平成26年度 | 平成28年度 | 平成28年度 | 平成28年度 | 平成28年度 | 平成29年度 | 平成29年度 | 平成29年度 | 平成29年度 |
| 種別                    | 一陸特     | 二陸特     | 三陸特     | 国内電信   | 一陸特     | 二陸特     | 三陸特     | 国内電信   | 一陸特     | 二陸特     | 三陸特     | 国内電信   |
| 実施件数                | 72         | 304        | 531        | 0          | 58         | 306        | 558        | 0          | 59         | 299        | 602        | 0          |
| 受講者数(人)            | 1,554      | 14,747     | 20,700     | 0          | 1,216      | 14,116     | 19,727     | 0          | 1,219      | 13,804     | 20,098     | 0          |
| 修了者数(人)            | 1,520      | 14,706     | 20,666     | 0          | 1,196      | 14,068     | 19,709     | 0          | 1,195      | 13,767     | 20,060     | 0          |
| 修了率(％)              | 97.8       | 99.7       | 99.8       | －         | 98.4       | 99.7       | 99.9       | －         | 98.0       | 99.7       | 99.8       | －         |
| 年度                    | 平成30年度 | 平成30年度 | 平成30年度 | 平成30年度 | 令和元年度 | 令和元年度 | 令和元年度 | 令和元年度 | 令和2年度  | 令和2年度  | 令和2年度  | 令和2年度  |
| 種別                    | 一陸特     | 二陸特     | 三陸特     | 国内電信   | 一陸特     | 二陸特     | 三陸特     | 国内電信   | 一陸特     | 二陸特     | 三陸特     | 国内電信   |
| 実施件数                | 80         | 326        | 664        | 0          | 68         | 338        | 577        | 0          | 71         | 315        | 603        | 0          |
| 受講者数(人)            | 1,661      | 13,717     | 20,200     | 0          | 1,583      | 13,139     | 17,222     | 0          | 1,242      | 11,519     | 15,225     | 0          |
| 修了者数(人)            | 1,641      | 13,700     | 19,650     | 0          | 1,574      | 13,090     | 17,145     | 0          | 1,230      | 11,471     | 15,211     | 0          |
| 修了率(％)              | 98.8       | 99.8       | 97.3       | －         | 99.4       | 99.6       | 99.6       | －         | 99.0       | 99.6       | 99.9       | －         |
| 年度                    | 令和3年度  | 令和3年度  | 令和3年度  | 令和3年度  | 令和4年度  | 令和4年度  | 令和4年度  | 令和4年度  | 令和5年度  | 令和5年度  | 令和5年度  | 令和5年度  |
| 種別                    | 一陸特     | 二陸特     | 三陸特     | 国内電信   | 一陸特     | 二陸特     | 三陸特     | 国内電信   | 一陸特     | 二陸特     | 三陸特     | 国内電信   |
| 実施件数                | 81         | 360        | 654        | 0          | 84         | 317        | 658        | 0          | 75         | 346        | 656        | 0          |
| 受講者数(人)            | 1,363      | 12,337     | 17,416     | 0          | 1,390      | 11,699     | 16,836     | 0          | 1,331      | 11,276     | 15,772     | 0          |
| 修了者数(人)            | 1,334      | 12,309     | 17,396     | 0          | 1,361      | 11,143     | 16,794     | 0          | 1,310      | 11,210     | 15,730     | 0          |
| 修了率(％)              | 97.9       | 99.8       | 99.9       | －         | 97.9       | 95.2       | 99.8       | －         | 98.4       | 99.4       | 99.7       | －         |
| 注 平成27年度の発表なし |            |            |            |            |            |            |            |            |            |            |            |            |

### 学校卒業
- 短期大学を除く大学は、一陸特
- 短期大学又は高等専門学校は、二陸特
- 高等学校又は中等教育学校は、二・三陸特

あらかじめ総務大臣が科目を認定して、その科目を修了できれば免許が与えられる。
学校、学科、科目については科目確認校一覧 を参照。いずれも工学部の情報通信専攻部門である。

### 資格および業務経歴
第一級海上無線通信士、第二級海上無線通信士、航空無線通信士は、6ヶ月以上の実務経歴により二陸特を取得できる。

### 取得者数
|              | 一陸特  | 二陸特    | 三陸特  | 国内電信 | 計        |
| ------------ | ------- | --------- | ------- | -------- | --------- |
| 平成2年度末  | 90,175  | 746,335   | 29,031  | 10,525   | 876,066   |
| 平成3年度末  | 94,939  | 760,011   | 63,729  | 10,572   | 929,251   |
| 平成4年度末  | 99,877  | 774,875   | 97,620  | 10,642   | 983,014   |
| 平成5年度末  | 104,534 | 789,434   | 129,422 | 10,683   | 1,034,073 |
| 平成6年度末  | 109,814 | 803,916   | 158,088 | 10,727   | 1,082,545 |
| 平成7年度末  | 115,037 | 817,341   | 173,683 | 10,784   | 1,116,845 |
| 平成8年度末  | 120,037 | 833,886   | 186,793 | 10,834   | 1,151,550 |
| 平成9年度末  | 124,483 | 849,806   | 199,339 | 10,873   | 1,184,501 |
| 平成10年度末 | 129,156 | 863,775   | 210,915 | 10,903   | 1,214,749 |
| 平成11年度末 | 133,520 | 877,559   | 222,681 | 10,958   | 1,244,718 |
| 平成12年度末 | 138,041 | 891,294   | 233,872 | 11,020   | 1,274,227 |
| 平成13年度末 | 141,977 | 906,943   | 244,410 | 11,056   | 1,304,386 |
| 平成14年度末 | 145,670 | 926,854   | 255,387 | 11,098   | 1,339,009 |
| 平成15年度末 | 150,189 | 946,602   | 267,564 | 11,161   | 1,375,516 |
| 平成16年度末 | 154,186 | 964,442   | 279,206 | 11,226   | 1,409,060 |
| 平成17年度末 | 157,708 | 982,999   | 291,978 | 11,305   | 1,443,990 |
| 平成18年度末 | 161,554 | 1,001,565 | 307,290 | 11,370   | 1,481,779 |
| 平成19年度末 | 165,792 | 1,021,105 | 323,349 | 11,434   | 1,521,680 |
| 平成20年度末 | 170,224 | 1,040,041 | 338,380 | 11,508   | 1,560,153 |
| 平成21年度末 | 175,688 | 1,059,962 | 362,596 | 11,598   | 1,609,844 |
| 平成22年度末 | 181,244 | 1,080,339 | 388,495 | 11,649   | 1,661,727 |
| 平成23年度末 | 185,762 | 1,101,075 | 411,111 | 11,692   | 1,709,640 |
| 平成24年度末 | 191,044 | 1,121,304 | 433,697 | 11,726   | 1,757,771 |
| 平成25年度末 | 196,658 | 1,141,538 | 454,802 | 11,757   | 1,804,755 |
| 平成26年度末 | 202,097 | 1,161,096 | 477,601 | 11,784   | 1,852,578 |
| 平成27年度末 | 207,312 | 1,181,536 | 500,030 | 11,815   | 1,900,693 |
| 平成28年度末 | 211,578 | 1,201,625 | 522,500 | 11,873   | 1,947,576 |
| 平成29年度末 | 215,571 | 1,220,822 | 545,268 | 11,911   | 1,993,572 |
| 平成30年度末 | 220,729 | 1,240,323 | 567,680 | 11,939   | 2,040,671 |
| 令和元年度末 | 226,094 | 1,259,262 | 588,988 | 11,947   | 2,086,291 |
| 令和2年度末  | 230,986 | 1,275,090 | 607,015 | 11,954   | 2,125,045 |
| 令和3年度末  | 237,018 | 1,293,215 | 628,894 | 11,962   | 2,171,089 |
| 令和4年度末  | 243,809 | 1,313,246 | 649,765 | 11,968   | 2,218,788 |
| 令和5年度末  | 248,486 | 1,328,262 | 668,151 | 11,973   | 2,256,872 |

この節の統計は、資格・試験 による。

### 制度の変遷
- 1992年（平成4年）- 三陸特は盲人でも取得できることとなった[8]。
- 1996年（平成8年）- 次に掲げる方法で取得できることとなった。
  - 長期型養成課程または科目確認校卒業[22]
  - 資格および業務経歴[20]
- 2009年（平成21年）- 営利団体が養成課程を実施できることとなった[23]。
- 2013年（平成25年）- 養成課程（長期型養成課程を含む）でeラーニングによる授業とCBTによる修了試験ができることとなった[24]。
- 2019年（平成31年）- 三陸特は身体機能の障害に関わらず取得できることとなった。[10]

## その他
任用の要件
一陸特は、
- 電波法第24条の2に規定する登録検査等事業者等の点検員
- 同　判定員（業務経歴を要する。）

  - 海岸局、航空局、船舶局及び航空機局の点検・判定は不可[25]
- 電波法第38条の8第2項に規定する技術基準適合証明の登録証明機関の証明員（業務経歴を要する。）

受験・受講資格
- 電波法施行規則第34条の3に規定する主任無線従事者講習（ただし業務経歴を要する。）
- 甲種特類を除く甲種消防設備士試験[26]

技術基準適合の確認
- 一陸特は、技適未取得機器による実験等の特例における届出に際し、「機器が電波法の技術基準に適合することの確認ができた」とした。[27]

実態
一陸特・二陸特・三陸特
- 陸上移動局のみ、携帯局のみで無資格者が運用可能とするための相手方の無線局の管理者[28]は、三陸特以上を要する。
  - Jリーグなどの審判無線では審判団の誰かが取得している必要がある。
  - スカイスポーツ (競技)専用無線では管理者としてクラブの代表者などが取得する。
- 多数の陸上移動局を管理して通信を行う基地局は、管理者として三陸特以上を要する。
  - 警察・消防・地方公共団体などの官公署、日本赤十字社・電力事業・ガス事業などの公共事業者、鉄道・タクシー・バスなどの陸運事業者、警備業者、テーマパークの興行者などが該当する。
  - 警察無線の無線電話用固定局・基地局の通信従事者は二陸特以上のあて職としている[29]。
- 携帯局は船舶上・航空機上にある場合、また携帯局そのものが海上・上空にあっても三陸特以上で操作できる。
  - 携帯局は陸上の無線局であり、船舶・航空機に施設した無線局ではないので、海上系又は航空系の無線従事者では操作できない。
- MCA無線の利用者（指令局・移動局）に無線従事者は不要だが、制御局（陸上移動中継局）には三陸特以上を要する。
- エリア放送用地上一般放送局に適合表示無線設備を使用しない場合は、三陸特以上を要する。
- 携帯電話・PHSの通信機能抑止装置は実験試験局として免許され、三陸特以上を要する。
- RECCOは実験試験局として免許され、三陸特以上を要する。
- 路側放送は中短波帯を使用した特別業務の局による同報通信であり、二陸特以上を要する。
  - 中短波帯は漁業無線に多用されており、陸上における通信では唯一の事例である。
- 気象レーダー、速度違反取締装置など無線標定用のレーダーには、二陸特以上を要する。
  - 消防用の電磁波人命探査装置、スポーツ用のスピード測定器など警察用以外でかつ適合表示無線設備であれば無線従事者は不要[30]
  - 海岸局、航空局、無線航行陸上局のレーダーは無線航行用なので、陸上にあっても操作できない。
- 一陸特は多重無線設備やテレビジョンの「電波の質に影響を及ぼすもの」を操作することができるが、これが実務上必要となるのは、日常の取扱い時よりも据付け時や保守・点検時であることが多い。
- 電気通信事業用無線呼出局（ポケベル送信用）は空中線電力100Wが標準であり、一陸特を要する。
- 放送事業用でもFPU、STL、ヘリテレシステムなど操作上の関係でから一陸特を要するものが多い。

国内電信
- 必要とする無線局は、防衛省の一部の無線局など、ごく僅かである。

一陸特試験対策
一陸特は、海上特殊無線技士・航空特殊無線技士をあわせた9種別の中で毎回の国家試験の受験者数が最多、かつ無線工学のない国内電信を除く8種別の中で最も合格率が低い。また、国家試験での取得者数が養成課程での取得者数より多い。
受験者数が多いのは、携帯電話の急速な普及により移動体通信事業者を主とする電気通信事業者や無線設備の施工業者、また放送事業関係でも放送事業者や放送番組製作業者での需要が大きいことによるものである。
一方で合格率が低いのは、試験方法及び科目に見る通り、他の種別と比較して、無線工学が「無線設備の取扱方法」に対し「理論、構造及び機能の概要」と、法規が「電波法及びこれに基づく命令の簡略な概要」に対し「電波法及びこれに基づく命令の概要」と、要求される水準が高いことによる。この水準は養成課程の受講の要件、長期型養成課程や科目確認校の学校の認定条件などから、工業高等学校の電子通信科（技術課程）卒業程度の技術が認められる。
養成課程については新規参入が認められた際に、いち早く株式会社が参入したことからも需要の大きさがわかるが、実施要領を規定する告示に授業時間は1日7時間まで制限しているため、講習54時間の受講修了までに最短で8日かかり、国家試験より取得者数が少ないのは、受講期間の長さに一因がある。
このような状況に対応するため他種別には見られない国家試験対策講座がある。集合教育か通信教育かの方式、日程、時間数、授業内容などは講座毎に異なる。受講は任意であり、合格を保証するものではない。養成課程とも無関係で、選抜試験の免除や授業時間の減免にもつながらない。
海上系・航空系の無線従事者の陸特取得
港湾・空港などの施設で陸上の無線局が用いられることがあるが、海上系・航空系の無線従事者は運用できない。
陸特を取得するにあたり国家試験には免除の規定は無いが、資格および業務経歴による二陸特の取得、日本無線協会の二陸特短縮コースなどの軽減策はある。
陸上系と海上系・航空系を併設した長期型養成課程校や科目確認校も存在する。